# Neto Maranhão
Neto Maranhão (São Domingos, Brasil, 8 de enero de 1984 - Mossoró, Brasil, 9 de enero de 2013) fue un futbolista brasileño que desempeñaba la posición de centrocampista.

## Biografía
Neto Maranhão debutó como jugador profesional en 2006 con el club de su ciudad natal, el Maranhão Atlético Clube. Transcurrieron 3 años hasta que Neto cambió de club y fue traspasado al Santa Cruz Futebol Clube, durando tan sólo un año. Mismo tiempo que duró Neto en los dos siguiente clubes que estuvo, Campinense Clube y América MG. Posteriormente en 2011 se traspasó al último club en el que estuvo antes de fallecer, el Salgueiro

## Fallecimiento
Falleció repentinamente mientras entrenaba.

## Clubes

### Jugador
| Club                     | País   | Año         |
| ------------------------ | ------ | ----------- |
| Maranhão Atlético Clube  | Brasil | 2006 - 2008 |
| Santa Cruz Futebol Clube | Brasil | 2009        |
| Campinense Clube         | Brasil | 2009        |
| América MG               | Brasil | 2010        |
| Salgueiro                | Brasil | 2011 - 2012 |